# Laminou
Laminou est l'un des neuf arrondissements de la commune de Ouèssè dans le département des Collines au Bénin.

## Géographie
L'arrondissement de Laminou est situé au nord-ouest du Bénin et compte 5 villages que sont Attannondoho, Botti, Gbeme, Kpassa et Laminou.

## Démographie
Selon le recensement de la population de 2013 conduit par l'Institut national de la statistique et de l'analyse économique (INSAE), Laminou compte 19270 habitants  .